# Макки, Джина
Джорджи́на (Джи́на) Макки́ (англ. Georgina "Gina" McKee, род. 14 апреля 1964, Питерли, Дарем) — английская актриса. Наиболее известна по ролям Шарлотты Билл в фильме «Потерянный принц», Беллы в фильме «Ноттинг-Хилл» и Катерины Сфорца в телесериале «Борджиа».

## Ранняя жизнь и образование
Родилась в Питерли, графство Дарем в семье шахтёра. Выросла в родном городе, а также в ближайших городках — Изингтоне и Сандерленде. Первый опыт актёрского мастерства произошёл в последний год обучения в начальной школе, когда её учитель организовал неделю импровизаций. Макки с друзьями начала посещать театральный кружок сначала в шутку, однако позже по-настоящему увлеклись.
С пятнадцати лет провела три лета в Лондоне, учась в Национальном молодёжном театре. После окончания с отличием колледжа Ист-Дарем, с благословения своих родителей, решила пойти учиться в театральные школы, а не в художественное училище. Тем не менее её не взяли ни в Бристольскую школу Олд-Вик, ни в Лондонскую академию музыки и драматического искусства и Центральную школу речи и драмы.

## Личная жизнь
Вышла замуж за Кеза Кэри в 1989 году; детей в семье нет. Они живут в Восточном Суссексе, Англия.
С 1982 года является вегетарианкой.

## Избранная фильмография
| Год       |    | Русское название                            | Оригинальное название                     | Роль                                              |
| --------- | -- | ------------------------------------------- | ----------------------------------------- | ------------------------------------------------- |
| 1987      | с  | Инспектор Морс                              | Inspector Morse                           | девушка в букмекерской конторе                    |
| 1988      | ф  | Логово белого червя                         | The Lair of the White Worm                | сестра Гладуэлл                                   |
| 1993      | ф  | Обнажённая                                  | Naked                                     | девушка из кафе                                   |
| 1996      | с  | Наши друзья на Севере                       | Our Friends in the North                  | Мэри Кокс                                         |
| 1998      | ф  | Крупье                                      | Croupier                                  | Мэрион Нелл                                       |
| 1999      | ф  | Ноттинг-Хилл                                | Notting Hill                              | Белла                                             |
| 1999      | ф  | Жанна д’Арк                                 | The Messenger: The Story of Joan of Arc   | герцогиня Бедфорд                                 |
| 1999      | ф  | Чудесная страна                             | Wonderland                                | Надя                                              |
| 2002      | ф  | Божественные тайны сестричек Я-Я            | Divine Secrets of the Ya-Ya Sisterhood    | Женевьева                                         |
| 2002—2003 | с  | Сага о Форсайтах                            | The Forsyte Saga                          | Ирэн Форсайт                                      |
| 2003      | ф  | День расплаты                               | The Reckoning                             | Сара                                              |
| 2003      | тф | Потерянный принц                            | The Lost Prince                           | Шарлотта Билл                                     |
| 2005      | ф  | Зеркальная маска                            | MirrorMask                                | Джоан Кэмпбелл / Белая Королева / Тёмная Королева |
| 2006      | ф  | Сцены сексуального характера                | Scenes of a Sexual Nature                 | Джулия                                            |
| 2007      | ф  | Когда ты в последний раз видел своего отца? | And When Did You Last See Your Father?    | Кэти Моррисон                                     |
| 2007      | с  | Льюис                                       | Lewis                                     | Дайан Тёрнболл                                    |
| 2007      | ф  | Искупление                                  | Atonement                                 | сестра Драммонд                                   |
| 2009      | ф  | В петле                                     | In the Loop                               | Джуди Моллой                                      |
| 2009      | с  | Воскрешая мёртвых                           | Waking the Dead                           | Джеки                                             |
| 2010      | с  | Тишина                                      | The Silence                               | Анна                                              |
| 2011      | с  | Вера                                        | Vera                                      | Джули Армстронг                                   |
| 2011—2013 | с  | Борджиа                                     | The Borgias                               | Катерина Сфорца                                   |
| 2012      | с  | Пропавший                                   | Missing                                   | Джейми Ортега                                     |
| 2012      | с  | По долгу службы                             | Line of Duty                              | Джеки Лаверти                                     |
| 2012      | с  | Государственная тайна                       | Secret State                              | Эллис Кейн                                        |
| 2013      | ф  | Джимми Пикар                                | Jimmy P: Psychotherapy of a Plains Indian | Мэделин                                           |
| 2017      | с  | Изумрудный город                            | Emerald City                              | доктор Джейн Эндрюс                               |
| 2017      | ф  | Призрачная нить                             | Phantom Thread                            | графиня Генриетта Хардинг                         |
| 2017      | с  | Падение Ордена                              | Knightfall                                | мать Ландри                                       |
| 2018      | с  | Телохранитель                               | Bodyguard                                 | Энн Сэмпсон                                       |
| 2019      | с  | Ладья                                       | The Rook                                  | Дженнифер Бёрч                                    |
| 2019      | с  | Екатерина Великая                           | Catherine the Great                       | графиня Прасковья Брюс-Румянцева                  |
| 2020      | с  | Чёрный нарцисс                              | Black Narcissus                           | сестра Адела                                      |
| 2022      | ф  | Мой полицейский                             | My Policeman                              | пожилая Марион Тейлор                             |
| 2023      | ф  | Всемирный потоп                             | The End We Start From                     | F                                                 |